# 2017年澳洲網球公開賽
2017年澳洲網球公開賽，是2017賽季第一個大滿貫比賽，比賽由國際網球聯合會和澳網委員會共同負責，比賽將在2017年1月16日至1月29日之間於澳大利亞墨爾本舉行。本屆賽事是賽會第105屆比賽，賽會將會舉辦成年組男女單打、男女雙打、混合雙打，少年組男女單打、男女雙打以及輪椅組比賽等。

## 比賽環境與政策

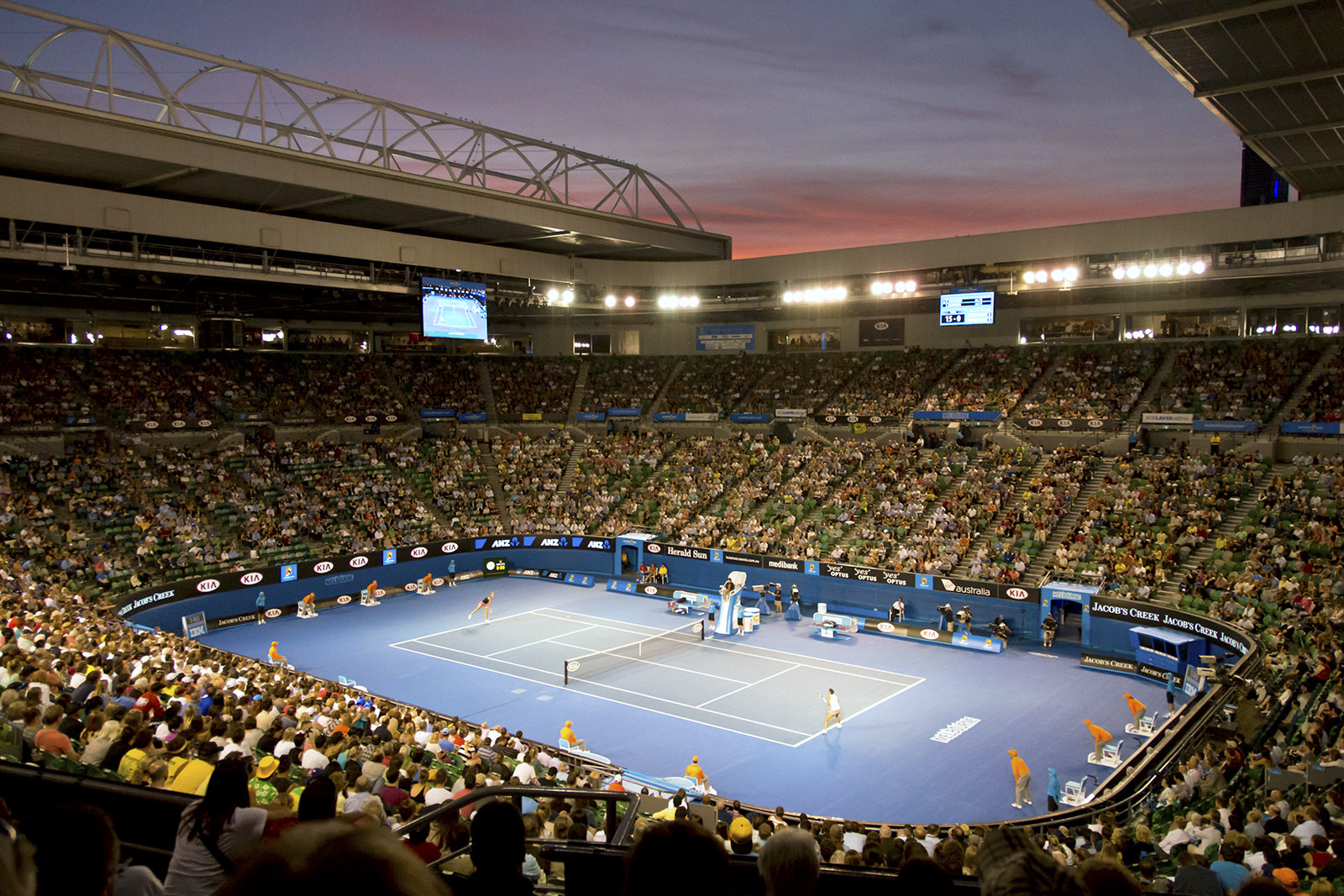
澳網中央球場羅德·拉沃球場

2017年的比賽將繼續在墨爾本公園的網球中心舉行，三大主要球場分別為羅德·拉沃球場、海信球場和瑪格麗特·考特球場。從2017年開始，三大主球場都設有頂棚，其中瑪格麗特·考特球場的頂棚於2014年下半年安裝完成，成為四大滿貫中唯一一站主要球場均設有頂棚的賽事。
從2017年開始，澳網官方委員會針對天氣等外在因素出台了新的政策，只要室外溫度超過攝氏40度，外場比賽將暫停，而三大球場則需關閉頂棚，但比賽仍將繼續。

## 電視轉播
賽事主要轉播商為澳洲七號電視網，其他轉播的英語頻道有美商ESPN、Fox Sports等頻道。華語地區轉播商有中國大陸中央電視台旗下CCTV-5與CCTV-5+，廣東電視台旗下體育台，SMG旗下五星體育台、勁爆體育台，北京電視台旗下體育台等。香港則由有線電視旗下頻道和now電視旗下收費頻道轉播。台灣有Fox Sports體育台。

## 積分與獎金

### 單雙打積分
| Event    | 冠軍 | 亞軍 | 四強 | 八強 | 4R  | 3R  | 2R | 1R     | Q      | Q3     | Q2     | Q1     |
| 男子單打 | 2000 | 1200 | 720  | 360  | 180 | 90  | 45 | 10     | 25     | 16     | 8      | 0      |
| 男子雙打 | 2000 | 1200 | 720  | 360  | 180 | 90  | 0  | 不適用 | 不適用 | 不適用 | 不適用 | 不適用 |
| 女子單打 | 2000 | 1300 | 780  | 430  | 240 | 130 | 70 | 10     | 40     | 30     | 20     | 2      |
| 女子雙打 | 2000 | 1300 | 780  | 430  | 240 | 130 | 10 | 不適用 | 不適用 | 不適用 | 不適用 | 不適用 |